# Wilfried Telkämper
Wilfried Telkämper (ur. 16 stycznia 1953 w Lingen (Ems)) – niemiecki polityk i nauczyciel, od 1987 do 1999 poseł do Parlamentu Europejskiego.

## Życiorys
Studiował historię i germanistykę na uczelniach w Münsterze i Fryburgu Bryzgowijskim, pracował zawodowo jako nauczyciel. Był działaczem niemieckich Zielonych. Z ramienia tej partii w 1987 objął mandat eurodeputowanego II kadencji, w ramach rotacyjnego przewodnictwa dwukrotnie kierował Grupą Tęcza. W 1989 i 1994 z powodzeniem ubiegał się o reelekcję, w III i IV kadencji PE był członkiem Grupy Zielonych. Od 1989 do 1992 pełnił funkcję wiceprzewodniczącego Europarlamentu.
Przez dziesięć lat zatrudniony następnie w instytucie InWEnt, zajmującym się działaniami w zakresie rozwoju współpracy na rzecz budownictwa. W 2006 kandydował z ramienia partii WASG do landtagu Badenii-Wirtembergii. Został następnie działaczem Die Linke, w 2009 ubiegał się bez powodzenia o mandat w PE. W 2010 objął stanowisko dyrektora centrum na rzecz dialogu międzynarodowego i kooperacji w ramach Fundacji im. Róży Luksemburg.